# Sulpiz Boisserée

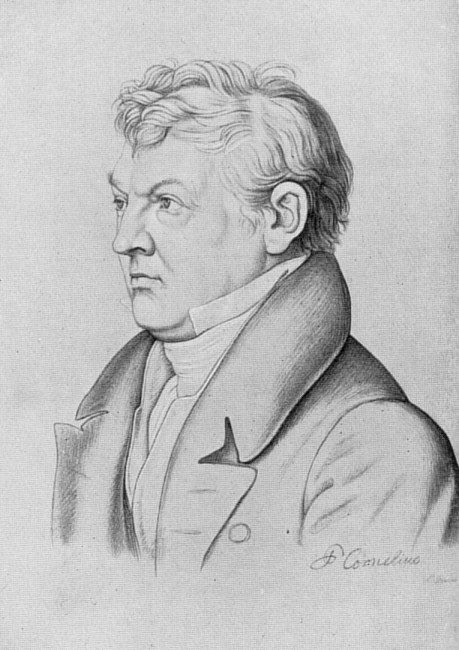
Desenho de Boisserée por Peter von Cornelius.

Johann Sulpiz Melchior Dominikus Boisserée, nascido em 2 de agosto de 1783 em Colônia e morreu em 2 de maio de 1854, em Bonn é colecionador de pinturas, historiador da arte e arquitetura alemã. Ele desempenhou um papel importante na promoção do projeto de conclusão da Catedral de Colônia.

## Catedral de Colônia

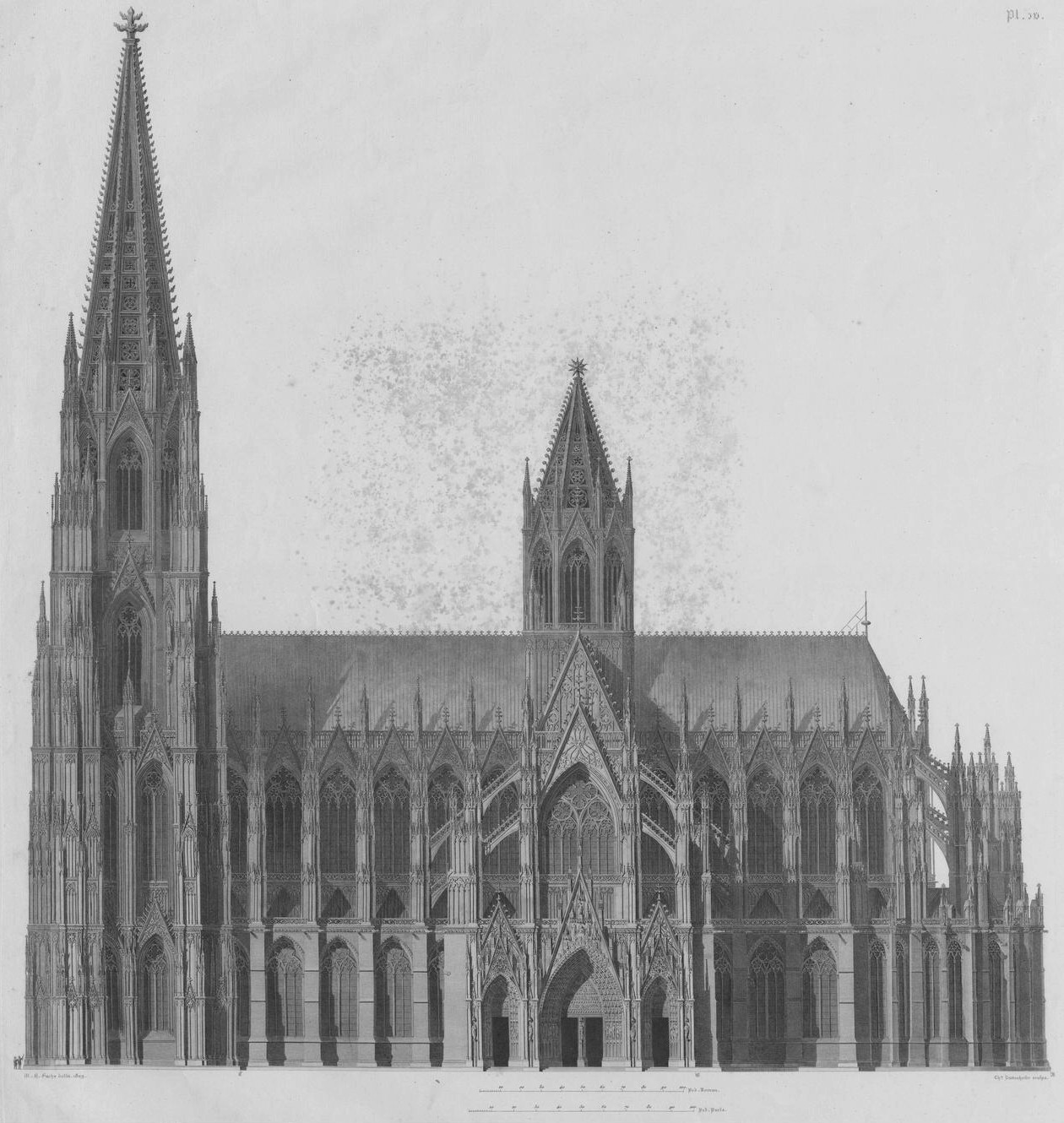
Gravura da Catedral de Colônia por Christian Friedrich Traugott Duttenhofer para Ansichten de Boisserée, Risse und einzelne Teile des Domes von Köln (1823-1831)

Boisserée passou grande parte de seu tempo fazendo campanha para a restauração e conclusão da Catedral de Colônia, onde a construção havia parado durante a Reforma. Logo depois de se estabelecer em Heidelberg em 1810 ele encomendou um levantamento do edifício e um conjunto de desenhos que foram publicados como gravuras. Após o fim das guerras napoleónicas, conseguiu adquirir, separadamente, as duas metades de um enorme desenho de finais do século XIII, mostrando o desenho original do extremo poente, incluindo a torre noroeste e a empena oeste não construídas, e toda a a torre sudoeste, que havia sido apenas parcialmente construída. Ele foi capaz de interessar o príncipe herdeiro Frederico Guilherme da Prússia (mais tarde Rei Frederico Guilherme IV) no projeto, e em 1817 o príncipe encomendou um relatório ao arquiteto Karl Friedrich Schinkel. O trabalho na catedral foi finalmente retomado em 1842, e a construção foi concluída no final do século XIX. 